# El Carmelo, Villaflores
El Carmelo är en ort i Mexiko.   Den ligger i kommunen Villaflores och delstaten Chiapas, i den sydöstra delen av landet, 700 km sydost om huvudstaden Mexico City. El Carmelo ligger 822 meter över havet och antalet invånare är 301.
Terrängen runt El Carmelo är huvudsakligen kuperad, men österut är den bergig. Terrängen runt El Carmelo sluttar söderut. Runt El Carmelo är det ganska glesbefolkat, med 24 invånare per kvadratkilometer. Närmaste större samhälle är Villa Hidalgo, 10,3 km sydost om El Carmelo. I omgivningarna runt El Carmelo växer huvudsakligen savannskog.